# アヤソフィア
座標: 北緯41度0分31秒 東経28度58分48秒 / 北緯41.00861度 東経28.98000度アヤソフィア（トルコ語：Ayasofya Camii、古典ギリシア語：Ἁγία Σοφία (Hagia Sophiā)、現代ギリシア語：Αγία Σοφία (Agia Sophia) /aʝa sofja/）は、トルコ共和国のイスタンブールにあるモスク。2020年7月までは博物館であった。
元々は東ローマ帝国（ビザンツ帝国、ビザンティン帝国）時代に首都コンスタンティノープルで建てられたキリスト教正教会の大聖堂を起源とし、帝国第一の格式を誇る教会、コンスタンティノープル総主教座の所在地であったが、1204年から1261年まではラテン帝国支配下においてローマ・カトリックの教徒大聖堂とされていた。その後はオスマン帝国によるコンスタンティノープルの陥落が起きた1453年5月29日から1931年までの長期間にわたりイスラム教モスクとして改築を繰り返し使用されて現在の特徴的な姿となった。トルコ共和国政府は1935年2月1日、世俗的な博物館（トルコ語: Ayasofya Müzesi）とし、それが2020年7月まで続いた。
東ローマ帝国の代表的な遺構であり、しばしばビザンティン建築の最高傑作と評価される。その歴史と威容から、キリスト教建築物でありながらオスマン帝国の時代においても第一級の格式を誇るモスクとして利用された。日本語では慣用的に「ハギア・ソフィア」と呼称されるが、正教会では「アギア・ソフィア大聖堂」または「ハギア・ソフィア大聖堂」とも呼ばれる。

## 概説
アヤソフィア、あるいはハギア・ソフィアと命名された教会堂建築は、ギリシアやトルコなど、かつての東ローマ帝国（ビザンティン帝国、ビザンツ帝国）領内の各地に数多く残されているが、単にアヤソフィアと言った場合、イスタンブールのアヤソフィアを指すことが一般的である。元来の名称であるハギア・ソフィアはギリシア語で「聖なる叡智」を意味し、その中世の発音「アヤ・ソフィア」がトルコ語名「アヤソフィア」の由来である。
教会は三位一体の第二にあたるロゴスに捧げられたもので、ロゴスが示すところのイエス・キリストの受肉日である12月25日に献納された。
時に使われるSancta Sophia（聖ソフィア）の名は殉教者ソフィアにちなんだと受け取られるが、「sophia」はラテン語で「叡智」を意味し、ギリシア語表示のΝαός τῆς Ἁγίας τοῦ Θεοῦ Σοφίαςは「神の聖なる叡智の神殿」を表している。
イエス・キリストを象徴する東に至聖所、西に正面玄関を持つ伝統的な平面構成だが、身廊中央部に巨大なドームがあり、この点からビザンティン建築の典型とみなされる。創建当時は単純な四角形平面であったが、その後、東ローマ帝国、オスマン帝国の時代を通じて、周囲に様々な施設が建て増しされた。内壁は基本的にはオスマン帝国時代に塗られた漆喰仕上げ、大理石仕上げとなっているが、一部が剥がされ、東ローマ帝国時代のモザイク壁画が再び表面に現れた。イスラム教が偶像崇拝を禁じているため、2020年7月のモスク化後、聖母子像や天使の絵はカーテンで隠された。
アヤソフィアは「建築の歴史を変えた」とも評され、1520年にセビリア大聖堂が完成するまでは世界最大の大聖堂の地位を1000年近く保っていた。現在の建物は532年から537年にかけて東ローマ皇帝ユスティニアヌス1世の命によって建設されたもので、この地に建てられた3代目の建物にあたり、以前の2代はいずれも暴動によって破壊された。デザインはギリシアの物理学者ミレトスのイシドロスと、数学者トラレスのアンテミオスによってなされた。
1985年、「イスタンブール歴史地域」の一部としてユネスコの世界遺産に登録された。

## 歴史

### 創建

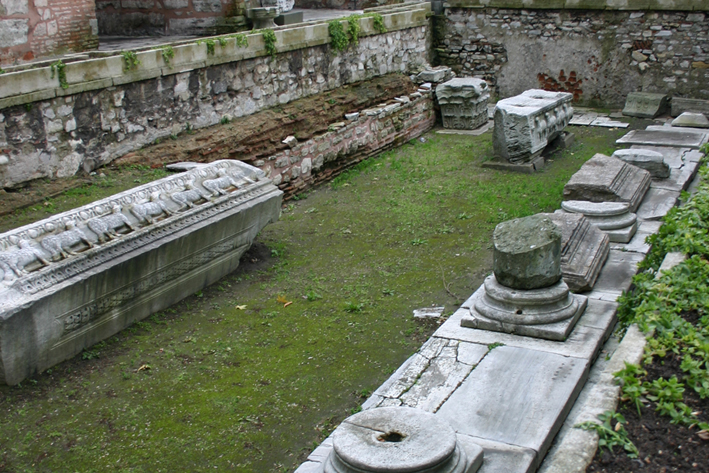
旧ハギア・ソフィア大聖堂の遺構
415年にテオドシウス2世によって再建された聖堂の一部

アヤソフィアは元来、キリスト教の大聖堂である。最初の聖堂は、東ローマ帝国首都コンスタンティノープル（コンスタンティノポリス）にコンスタンティヌス大帝の子コンスタンティウス2世の手によって350年頃に建設が始まり360年2月15日に、アリウス派僧侶の司教アンティオキアのエウドクシオスによって献堂された。
単に大教会（メガリ・エクリシア）と呼ばれており、聖堂は再建されても常に巨大なものであったため、以後もほとんどこのように呼ばれている。
この聖堂が最初からハギア・ソフィアと呼ばれていたのか、後の再建からハギア・ソフィアと命名されたのかは分からない。最初の教会堂は木造屋根をもったバシリカだったらしく、「偉大な教会」（Μεγάλη Ἐκκλησία (Megálē Ekklēsíā, "Great Church")）またはラテン語で「Magna Ecclesia」と呼ばれた。これは、都市内にあったどの教会よりも大きな建物であったためである。今日ではその位置しか知られていない。
404年にコンスタンティノープル大主教ヨアンネス・クリュソストモス追放に伴う争乱でこの聖堂が焼失すると、テオドシウス2世によってすぐに再建が行われ、415年に献堂された。この聖堂も現在のものとは全く違うバシリカであり、現在でも一列の円柱と柱基、装飾された梁が残っている。
しかし、この聖堂も 532年1月の首都市民の反乱（ニカの乱）における放火で、皇帝宮殿の一部やアギア・イリニ聖堂とともに再び焼失してしまう。
コンスタンティノープルのソクラテスが440年に記したところによると、教会は346年にコンスタンティウス2世によって建設されたという。しかし7世紀 - 8世紀以降からの口伝では、この大建築物はコンスタンティヌス大帝によって建てられたという。ヨハネス・ゾナラスは2つの説を整合させ、コンスタンティウス2世はニコメディアのエウセビオスが献納した建物が壊れたため修理をしたのだと述べた。エウセビオスは339年から341年にコンスタンティノープルの司教職を務め、大帝は337年に亡くなっているため、最初の教会が大帝によって創建されたという考えは可能である。この最初の教会は、コンスタンティノープル大主教のヨアンネス・クリュソストモスが皇帝アルカディウスの妃アエリア・エウドキアと対立し404年6月20日に追放処分に科せられた後に発生した暴動で焼失した。

### 現在に至る構築

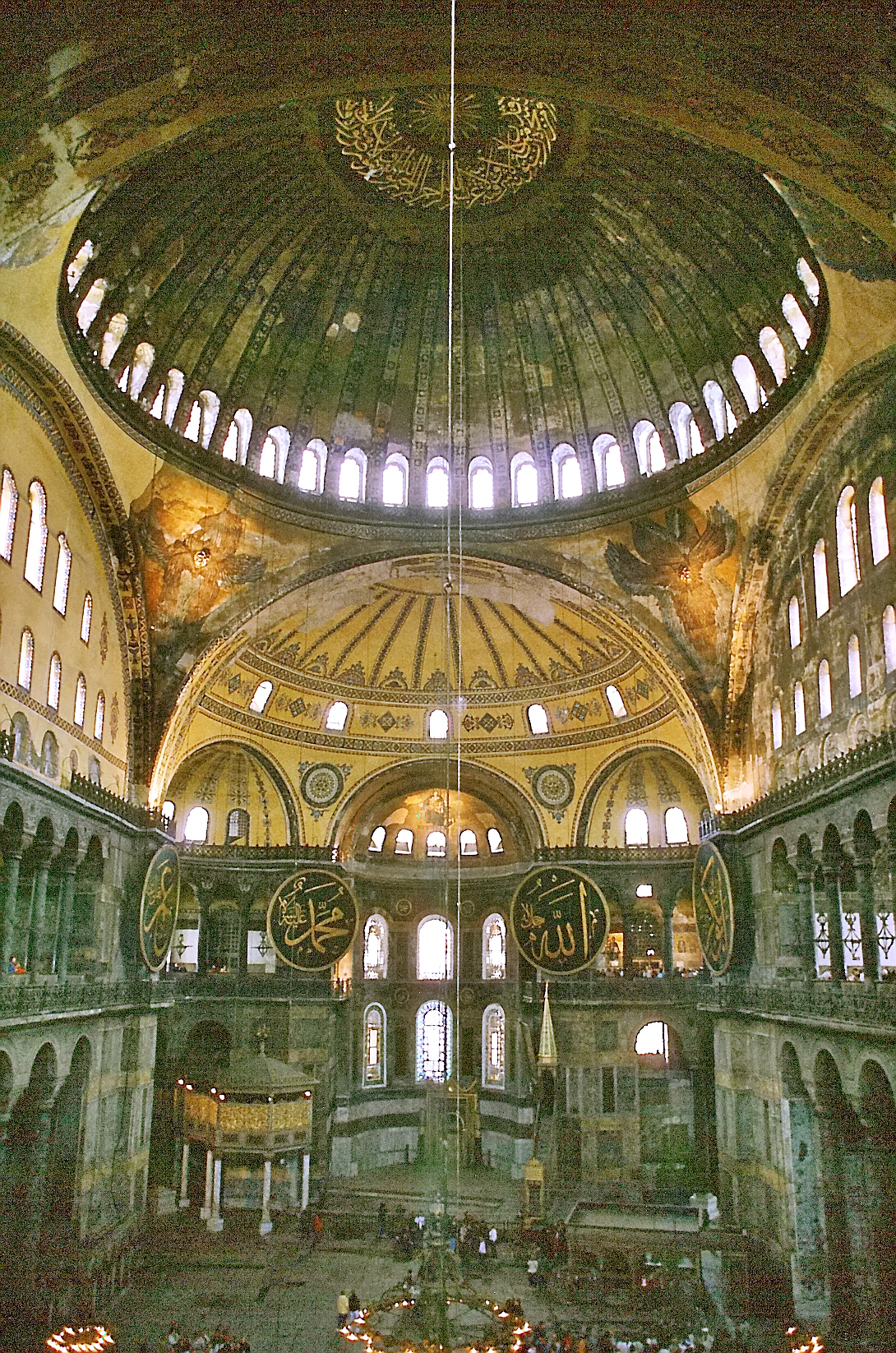
アヤソフィア大聖堂の内部

2度の焼失を経た後、ユスティニアヌス帝は直ちに再建することを決定し、その設計を技師（ミヒャノピオスまたはミヒャノコス）トラレスのアンテミオスとミレトスのイシドロスに委ねると、金に糸目をつけず世界中から工員を集め、工事開始を急かした。過去のパジリカ復旧ではなく全く新たに設計され直した大聖堂の建設過程は、プロコピオスによって詳細に報告されている。両者は地表の水平面を正確に計測し、ドームを支える主支柱をレンガではなく大型の石材で造成することによって、クリープによる変形や乾燥収縮が起きないようにした。このように緻密に建設を進めたにもかかわらず、ドーム下部のアーチ架構に差し掛かると建物は変形し始め、各所で亀裂や破壊がおこったとされている。プロコピオスによると、東側の大アーチの工事が完成しないうちにこれを支える主柱が外側に傾き始め、また、南と北のアーチは養生段階で下部のティンパヌムに過大な荷重をかけたため、窓の円柱か2階廊下の円柱が破壊し始めた。それでも、巨大なバットレスをドーム直下にまで補強するなどの方法によって高さ41.5 mのドームは建設された。
工事は5年11か月という短期間で終了し、 537年12月27日、ユスティニアヌス帝を迎え、総主教メナスによる献堂式を迎えた。この時ユスティニアヌスは、古代イスラエル王国のソロモン神殿を凌駕する聖堂を建てたという思いから、
「ソロモンよ、余は汝に勝てり！」と叫んだと伝えられている。プロコピオスは著書『建築について』にて、計算された巧みな比率を持ち、比率陽光が豊かに差し込む会堂内部を「美の殿堂」と称え、中央の半球状ドームはまるで金の鎖で天空から吊るされたようだと感想を述べた。
しかし、計画では真円になるはずだったドームは、建築中の歪みによって南北に2 m程度長い楕円形になっており、また、ドーム基部に現在よりも大きな開口部を設けていたため、553年から頻発した地震によって亀裂を生じた。特に557年12月14日の地震によって聖堂は大きなダメージを受け、558年5月7日に東側のアーチと半ドーム、そして中央ドームの半分が崩壊した。この崩落の主な原因は、非常に重い支持構造と、平たいドームの重さによる強いせん断荷重であった。これらがドームを支えていたアーチに変形を引き起こした。
再建工事は直ちに着手され、残存していたドームは取り除かれた。現在にみるドームは、小イシドロスら専門家によって内壁を補強した上に架けられた第2ドームである。彼らは旧来のドームにあった構造上の弱点を分析し、まずアーチの壁厚を調整して、ドーム基部を正方形に近づけ、元よりも約6.4 ｍ高いドームを構築し、現在に至る高さ55.6 mへ改めた。また、軽量の建築材料を用いる工夫も施し、形状もリブ構造とペンデンティブを備えるものに改良し、その直径も32.7 - 33.5 mとなった。 
ドーム再建後、562年12月24日に新たに献堂式が行われ、賞賛の合唱の中ユスティニアヌスは総主教エウテュキオスとともに戦車に乗って堂内に入ったとされる。このドームは989年10月26日と1346年5月19日に大規模な崩落を起こしており、10世紀の崩落ではドーム西側3分の1を、14世紀の崩落では南東方向の半分を失った。その際、基本的なデザインを維持したまま修復されたが、ドームの開口部は段階的に縮小された。
また、563年には小イシドロスによって外側にドーム基部まで立ち上がる4基の塔状バットレスが建設された。これは現在3基が現存しており、堂内の4つの主柱に対応し、内部には折れ曲がった階段がある。その後も補強を目的とした構造物の増築は続き、特に9世紀に行われた南北のティンパヌムは大規模な工事となった。
726年、皇帝レオーン3世はイコノクラスム（聖像破壊運動）を先導し、一連の勅令を発する中で軍（英語版）に全てのイコンを除く命令を下した。これによって全ての宗教画や像はアヤソフィアから取り除かれた。イコノクラスムはレオーン4世の皇后エイレーネー（後に女帝）が主導した787年の第2ニカイア公会議でいったん終息したが、829年に即位した皇帝テオフィロスはイスラム美術の影響を強く受け、生物の表現一切を禁じた。
989年10月25日の大地震は西側ドームのアーチ部分を崩落させた。皇帝バシレイオス2世はアルメニア人建築家であり、アニやアグリナの教会建設を行ったアルメニア人のアルキテクトのトルダトに修復の主導を依頼した。
トルダトは落下したドームのアーチを再建し補強を施し、さらに西側のドーム15基にもリブ構造を導入した。この工事には6年が費やされ、994年5月13日に完成した。この時、4大天使の絵画を含む装飾にも手が加えられ、ドーム部分のキリストや後陣の使徒ペテロとパウロの間でキリストを抱いた聖母マリアが加えられた。側面の大きなアーチには、預言者や教父らの絵画が施された。
ユスティニアヌスによって再建されたアヤソフィア大聖堂は、コンスタンティノープル総主教庁の所在地として正教会第一の格式を誇り、また東ローマ帝国の諸皇帝の霊廟として用いられた。コンスタンティノープルを訪れた人びとの巡礼記録から、聖堂内には現在では失われた施設・聖遺物があったことが知られる。14世紀にコンスタンティノープルを訪れたロシア人スモレンスクのイグナティオスの記録では、聖堂内部には多くの礼拝堂が設けられ、「ノアの箱船の扉」やイエス・キリストが磔にされた「聖十字架」、「アブラハムのテーブル」など、多くの聖遺物が安置されていた。また、この時代は隣に総主教の宮殿が併設されており、内ナルテクス南端の、現在では出入り口となっている部分は、総主教宮殿への通路となっていた。

### カトリックからの奪還
アヤソフィアは13世紀、ラテン帝国の支配にあった1204 - 1261年にはカトリックの影響下に置かれた（背景については「第4回十字軍」参照）。1261年の奪還後、床の装飾の一部にラテン皇帝ボードゥアン1世の墓碑文は、ビザンティンの人々が吐き捨てる唾に晒された 。奪回した時、教会は荒れ果てた状態にあった。1317年、アンドロニコス2世パレオロゴスは亡き妃ヴィオランテ・ディ・モンフェラートの遺産を使い、教会の東と北に4つのバットレスを新設した。

### オスマン帝国時代

アヤソフィアのミナレット

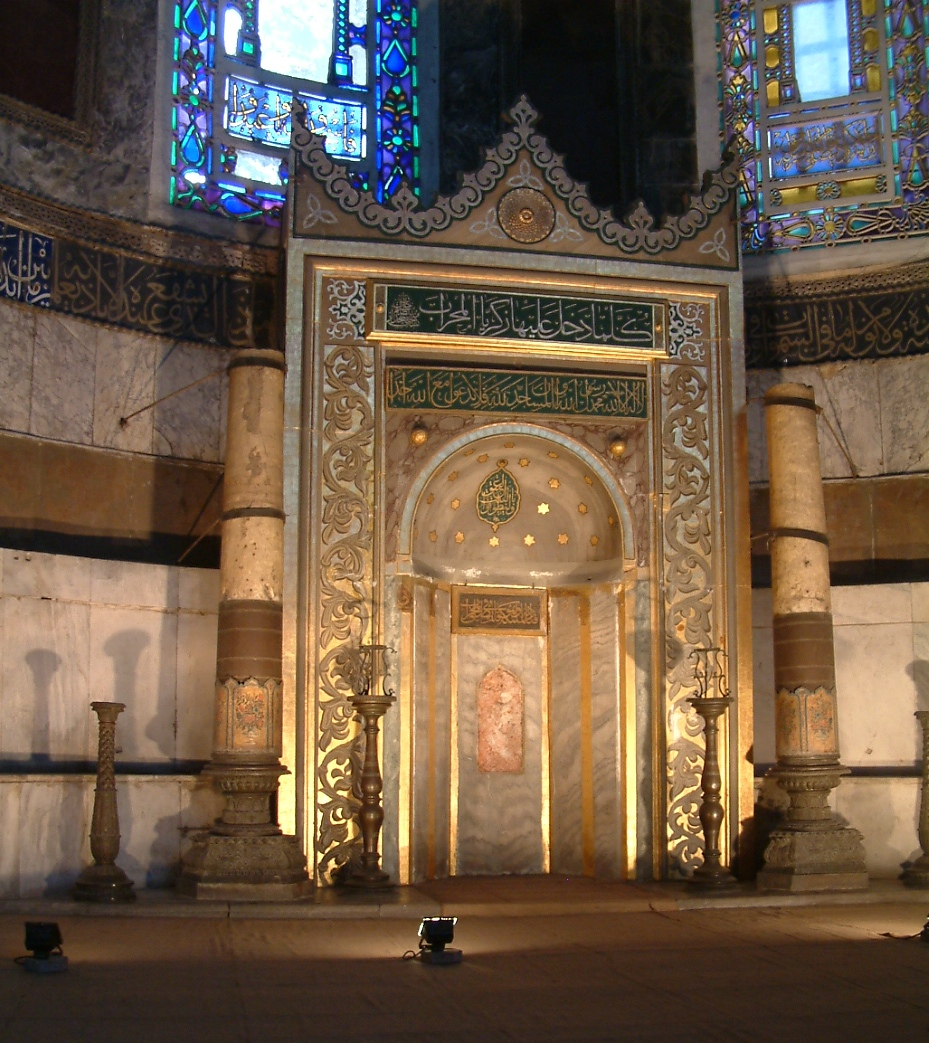
アヤソフィアのミフラーブ

1453年、オスマン帝国皇帝メフメト2世はコンスタンティノープルをイスラムの勢力下に収めるため包囲した。後に彼自身が後悔する事になるが、メフメト2世は都市の占領が成し遂げられれば、3日間の略奪行為を許すと軍に告げた。アヤソフィアも例外ではなく、むしろ都市の宝物が収めてあると考えられ標的にされた。コンスタンティノープルの防衛網が崩れると、略奪者らはアヤソフィアへ押し寄せ、ドアを叩き壊した。教会に避難していた、防衛の役に立たない多くの者たちは、教会に集まった人々もろとも侵略者の戦利品になり、虐殺されるか奴隷として鎖に繋がれ、建物も荒らされ略奪された。キリスト教聖職者らは侵略者が妨害するまで祈り続けていた。メフメト2世は家臣らと到着すると、アヤソフィアをイスラム教のモスクに造り替えると宣言した。するとウラマーの一人が聖壇に上がり、シャハーダの暗唱が行われた。
こうして5月29日、 コンスタンティノープルの陥落を成し遂げたメフメト2世は、その日の午後に市入城するとすぐにこの大聖堂に赴き、大聖堂入り口の土を自らのターバンに振りかけて堂内に入り、コンスタンティノポリス総主教庁から大聖堂を接収してモスクへ転用することを宣言した。
このときにアヤソフィア大聖堂に接続する総主教館は破壊され、アヤソフィア内部は十字架が取り外され、マッカ（メッカ）の方向を示すくぼみであるミフラーブが加えられた。だが内部の改修は必要最低限にとどめられた事は、壁龕の聖人・教父像が現存している事からうかがえる。その後、4本のミナレットが建設され、南には帝国王室の墓所に使われた。礼拝堂内にはミンバルと呼ばれる説教壇も取り付けられた。アヤソフィア・ジャミィと呼ばれるようになったこの聖堂はトプカプ宮殿の側に位置し、オスマン帝国の君主が毎週の金曜礼拝に訪れ、帝国において最も格式の高いモスクの一つとされた。
しかしその状態は、例えばコルドバのペドロ・タファやフィレンツェのクリストフォロ・ボンデルモンティなど西側のからの旅行者が記したように、教会は荒廃するに任され、扉が外されたまま放置された箇所もあった。建物の手入れと改築を命じたメフメト2世は、同年6月1日には最初の金曜礼拝に赴いた。アヤソフィアはコンスタンティノープルにおけるオスマン帝国初のモスクとなった。
1481年までに、南西の階段塔の上にミナレットが建設された。次代のスルターンであるバヤズィト2世はミナレットを北東角に設置した。このうち一つは1509年のイスタンブール地震で倒壊したが、16世紀半ば前後に建物の東西部分に新設されたミナレットと対角線上に当る部分に移設された。16世紀にはスレイマン1世が征服したハンガリーから2基の巨大な燭台を持ち帰り、ミフラーブの両脇に据えた。セリム2世時代には建物に劣化が見え始め、建築家であり世界初の地震対策技術者とも評されたミマール・スィナンが主導した外部からの補強構造追加など幅広い補修工事が行われた。スィナンは歴史的なビザンティン建築の西端に2基の大きなミナレットを据え、さらにスルターンの特別席が作られた。南東の建物では、1576 - 1577年にセリム2世のテュルベ（墓廟）を据えるため、1年前にS字型の角にあった総主教のテュルベが取り壊された。ドームの頂上には、金の三日月が取り付けられ、これが反射する光が届く35アルシン（約24 m）幅の建物周辺からは当時建っていたすべての家屋が取り除かれた。ここには後に、オスマン帝国の皇女43人のテュルベも追加された。
1594年には宮廷建築家（ミマール）のダヴッド・アーが、皇帝ムラト3世とヴァリデであるサフィエ・スルタンの命を受け、皇帝のテュルベを建設した。その横の八角形の陵には彼らの息子メフメト3世と彼のヴァリデが葬られたが、これは1608年に王室建築家のダルグチ・アハメッド・アーの手による。次代の皇帝ムスタファ1世のテュルベは、洗礼堂を作り変えて設けられた。ムラト3世はまた、ペルガモンからヘレニズム調のアラバスター製壺を2つ移し、本堂の両端に据えた。
1717年、アフメト3世は内装のひどく損傷した漆喰の補修を命じ、多くのモザイク画がモスクの作業者らによる破壊から守られ保存される事に間接的ながら貢献した。事実、モザイク画の石はタリスマンと信じられ、訪問者へ売られる事が横行していた。
1847年、アブデュルメジト1世の命により、イタリア人建築家ガスパーレ・フォッサーティによって構造的な補強が行われ、ドームの水平推力に対抗するためドーム基部に鉄製の環状補強材が埋め込まれたが、これはあまり有効に機能していないことが判明している。主柱にムハンマドと正統カリフの名を記した円形の額が取り付けられたのもこの補修の時である。フォッサーティは工事の内容を纏めて書籍出版を準備し、同じ頃、ドイツ人建築家ザルツェンブルグも別に調査を許され、フォッサーティは大判の彩色図集を、ザルツェンブルグも大判の研究書をそれぞれ発行した。

### 宗教施設から博物館への転換
第一次世界大戦でオスマン帝国は敗戦国となって滅び、代わって世俗主義的なトルコ共和国が建国された。オスマン帝国滅亡から12年後の1934年、トルコ共和国の建国者にして初代大統領ムスタファ・ケマル・アタテュルクによってアヤソフィア・ジャミィは世俗化され、翌年に博物館として公開した。長年敷かれていたカーペットが取り払われて大理石の床のオンファリオン（戴冠のための円形の場）や、除去された白漆喰が覆っていた多くのモザイク画が姿を現した。
しかし建物の構造には劣化が見られ、ワールドモニュメント財団 (WMF) は1996年と1998年の「ワールド・モニュメント・ウォッチ」に記載された。建物の銅製の屋根にはクラックが入り、そこから染み込んだ水がフレスコ画やモザイク画を伝って流れ落ちていた。同様に湿気は下からも上がってモザイク画に影響していた。さらに地下水が上がって記念的建造物内部の湿度上昇に結びつき、石材や塗料を脅かしていた。アメリカン・エキスプレス社の資金援助を受け、WMFは1997年から2002年にかけて修復のための費用を交付すると保証した。第一段階として、天井部分のひび割れ修繕と構造の安定化工事が、トルコ文化観光省参加の下で行われた。第二段階はドーム内部の保存のため、若いトルコ人博物館学芸員を雇用して訓練する機会を設け、モザイク画の保護体制を確立した。2006年までにWMFのプロジェクトは完遂したが、他の部分にも引き続き保存活動が求められている。

### モスク回帰への動き
現代トルコにおいて、アヤソフィアの建物をモスクや教会など宗教的行事の場として使うことは厳しく禁じられてきた。しかし2006年にトルコ政府は、博物館内の小部屋をキリスト教徒やイスラム教徒のスタッフが祈りを捧げる場所として使えるよう許可を出したと伝えられた。
イスラム回帰を進めるレジェップ・タイイップ・エルドアン大統領は2019年3月、アヤソフィアをモスクへ戻す方針を宣言し、トルコ政府は2020年5月29日、アヤソフィアを会場にコンスタンティノープル征服567周年記念式典を開いた。ここでイスラム教の聖典『コーラン』を朗読し、ギリシャ共和国政府は「世界中のキリスト教徒への侮辱」と抗議した。

### エルドアン政権によるモスクへの回帰
2020年7月10日、トルコの裁判所はモスク（イスラム教礼拝所）から博物館に地位を変更したのは不当だとして現地のイスラム系団体が提訴していた問題で、イスラム系団体の訴えを認める判断を下した。これを受けて、エルドアン大統領は同日、アヤソフィアをモスクとする大統領令に署名した。
2020年7月24日、アヤソフィアはモスクに回帰して「アヤソフィア・ジャーミー」となり、86年ぶりとなる金曜礼拝が行われた。エルドアン大統領、フアット・オクタイ副大統領、トルコ大国民議会のムスタファ・シェントプ議長、保健省のファフレッティン・コジャ大臣、大統領府通信局のファフレッティン・アルトゥン局長、民族主義者行動党のデヴレト・バフチェリ党首もアヤソフィア・ジャーミーを訪れた。アヤソフィアのツイッターアカウント（@ayasofyacamii）、エルドアン大統領のツイッターアカウントや政権与党の公正発展党のYouTubeチャンネルにもアヤソフィアでの金曜礼拝の様子をストリーミング中継した。
なお、キリスト教のモザイク画については礼拝時には布で覆いがかけられることになったが、トルコ政府は「モスク化」後も外国人や観光客の立ち入りを認める方針を示しており、礼拝以外の時間帯は観覧できる。これには国内外で根強いモスク化への反発を最小限に抑える狙いがあるとされているが、観光客の入場料が無料化されることから、日本円換算で年間60億円とされる収入の減少は確実と報じられている。

## 構造

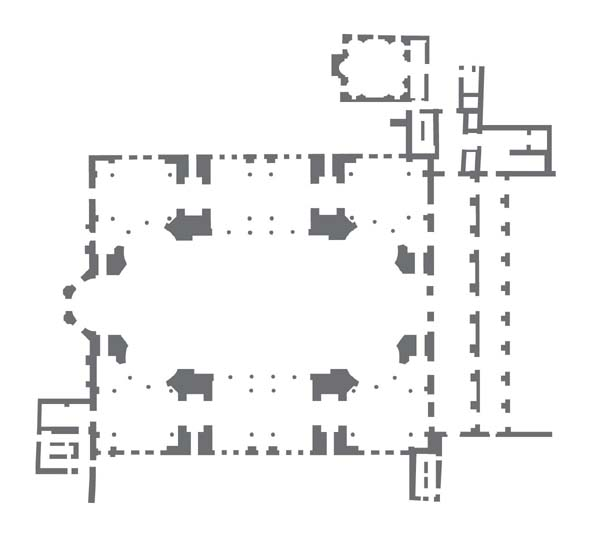
アヤソフィア平面図
東側(図左)が至聖所、西側(図右)が正面入口

平面は集中式プランとバシリカ式プランの融合を特色としているが、それまでのローマ帝国、東ローマ帝国（ビザンツ帝国）時代において、この建築物に類例するプランは存在していなかった。正教会の規範に従い、教会は西を開口部とし、東に至聖所を備えている。聖所（内陣）と正面入口の前に啓蒙所と呼ばれる細間があり、大聖堂として使われていた当時は、信者でないものはここから先に入ることを許されなかった。現在は失われているが、啓蒙所の前にはアトリウムがあった。
基本的には長方形平面であるが、内部立面のアーケドやアーチによる曲線、ことにイシドロスとアンテミオスによって計画された30.95 m四方形の上部のドーム、さらにのち補強のために周囲に配された多くのバットレスによって、建物全体が方形であることの印象は受けない。
構造的に最も特徴的なのは、正方形のプランの上に、ドームが乗っていることである。それまでドーム建築は、ローマのパンテオンに見られるよう単純に、ドームの平面形と同じ円形プランで構成されていたが、ビザンチンの建築家は、ドームの円形と正方形の隙間にできる三角形部分をペンデンティブという支持方法で埋めることにより解決した。さらにアヤ・ソフィアでは、中央の大ドームを受けるのに平面の正方形の四辺にあたるところにそれぞれ大アーチを架け、ドームの重さによる外側への水平推力については、南北は二階の回廊をまたぐ巨大な控え壁、東西は大アーチの形をそのまま展開した半円形のドームで受けるという多種多彩な構造を用いて逃がしている。これら重層的な構造と、中央の大ドームの基部に円形に並べられた小窓などにより、外観、内観ともそれまでにない光に充ちた豊かな建築空間が出現した。西洋建築史においては、アヤソフィアによって古代は終わり、中世が始まったとも言われる。しかし、この斬新な構造は、論理性はともかく、強度的には不十分で、前述のように、地震によるドームの崩落の他、多くのバットレスの追加などを余儀なくさせ、この建物の外観を、最初の構想、および竣工当時からとは違うものにしてしまっている。
主構造は、石積造の他、ローマ帝国で発展した、積み重ねた焼きレンガを型枠として、その中にコンクリートを充填する方法をとっている。これが、総石造の建物と違い、工事期間の短かった理由である。「ローマン・コンクリート」も参照。

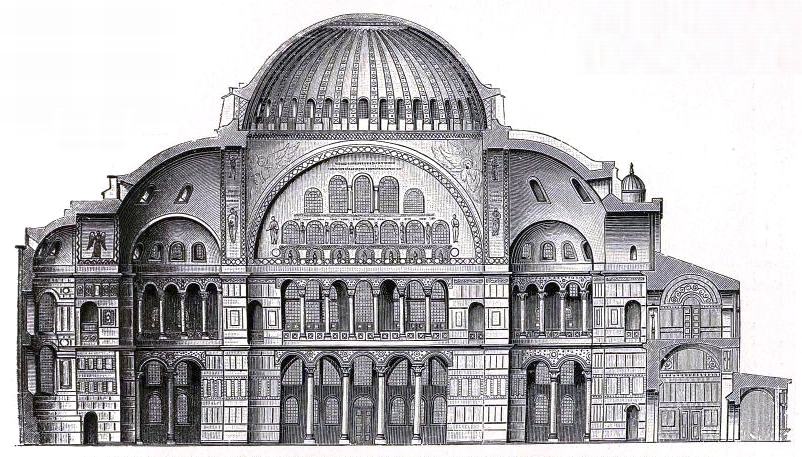
切断図

大ドームは上述の通り558年に崩落し、その後も地震による部分的な崩壊を経験しているが、基本的な構成は537年に建設された当時のままである。採光によって光の溢れるアヤソフィアのドームは「天から釣り下げられた円蓋」とされ、それがあまりにも印象的であるため、以後のビザンティン教会堂、および礼拝堂では、円蓋が建築平面の中心部に必ずと言ってよいほど配されるようになる。
アヤソフィアは集中方式による教会建築としては最大級のものに属する。これ以降、東ローマ帝国では、アヤソフィアに匹敵する建築物、あるいはこれを一回り縮小した規模のものさえも造られなかった（11世紀の皇帝ロマノス3世アルギュロスの時代にこれに匹敵する規模の聖堂建設が計画されたが、実現しなかった）。オスマン帝国時代になってからは、ブルー・モスク(スルタンアフメト・モスク)のように明らかにアヤソフィアに影響を受けた様式のモスクが建造された。
今日、建築物の外壁は漆喰で塗り込められ、四辺をオスマン時代に建設されたミナレットによって囲まれているが、イスタンブールの辿ってきた歴史の変遷を考えれば、この教会堂が遺っていること自体、ほとんど奇跡であると言って良い。すべては中世キリスト教徒のたゆまぬ修復とイスラム教徒のこの建築物に対する畏敬の念の賜物である。

## 博物館内部の装飾

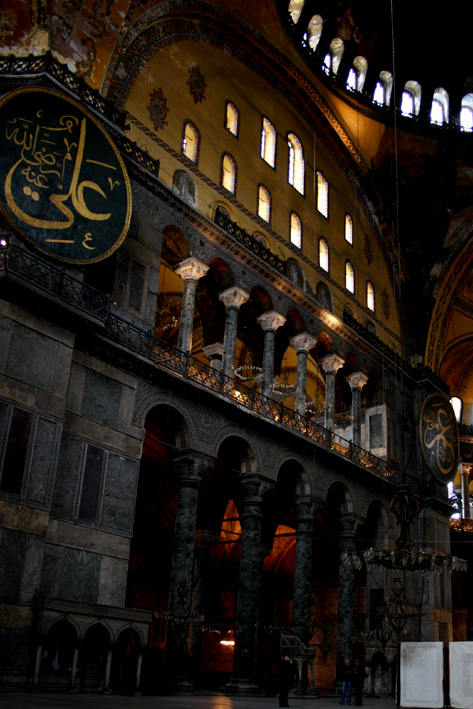
アヤソフィア内部北面
アーケードとティンパヌム

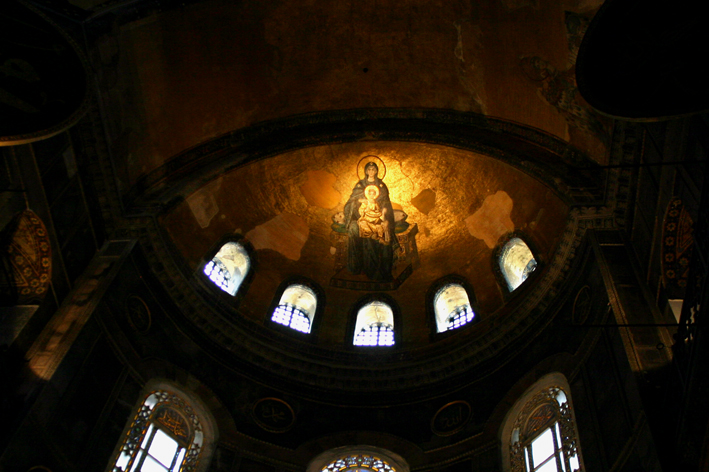
アプス半ドームにある聖母子のモザイク画

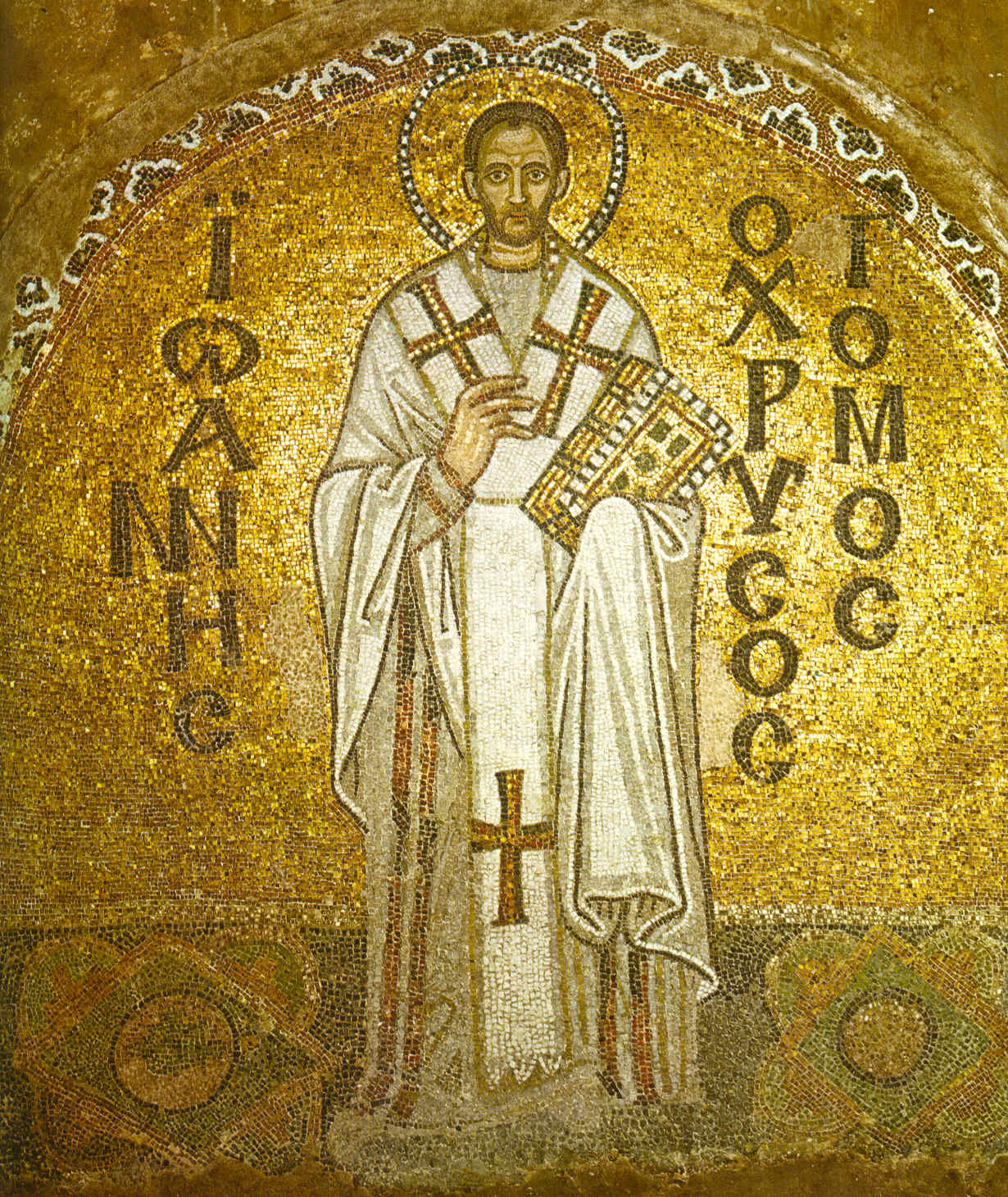
ティンパヌムのモザイク画『ヨハネス・クリュソストモス』

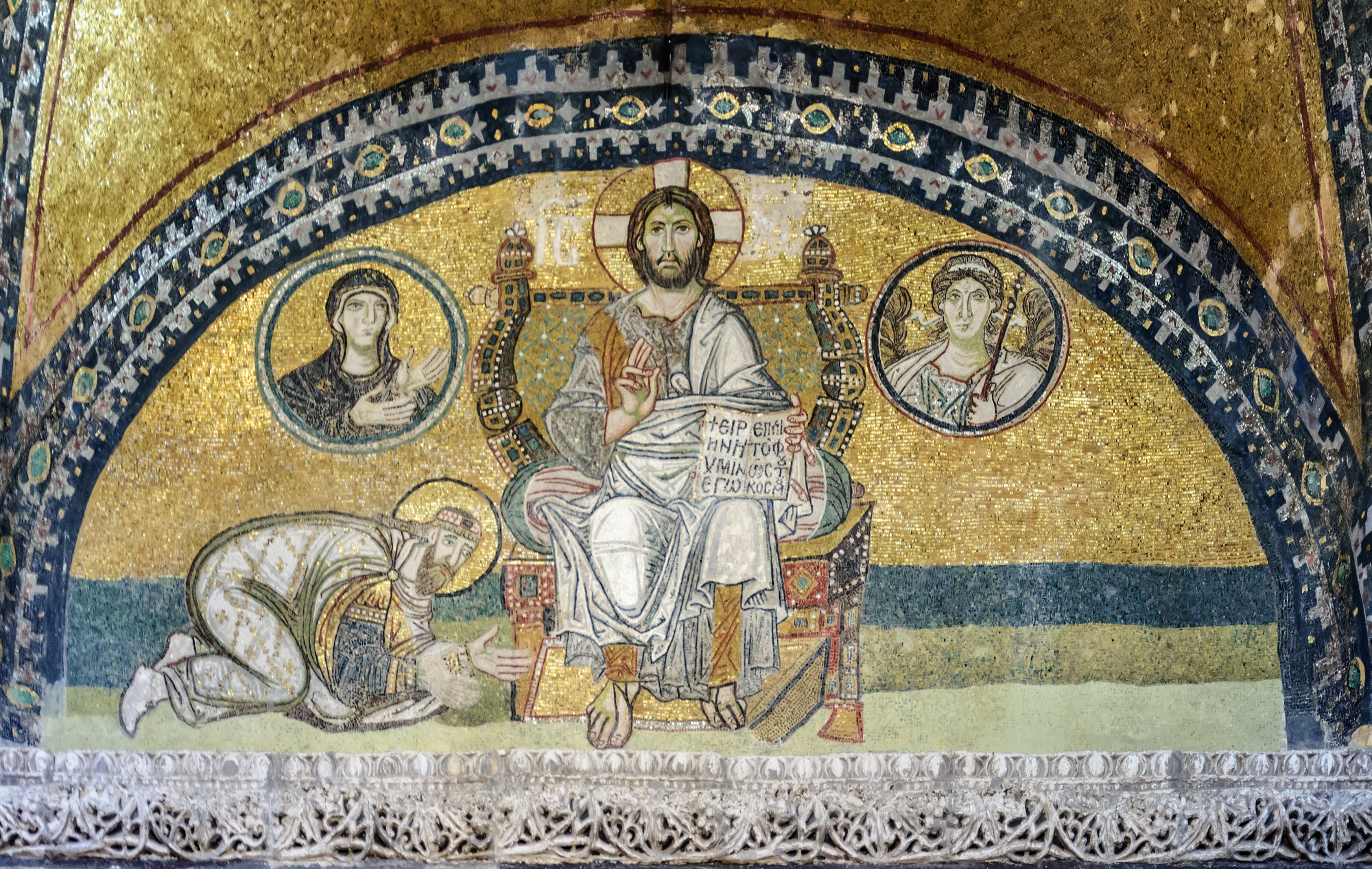
南入口の『キリストと皇帝』のモザイク画

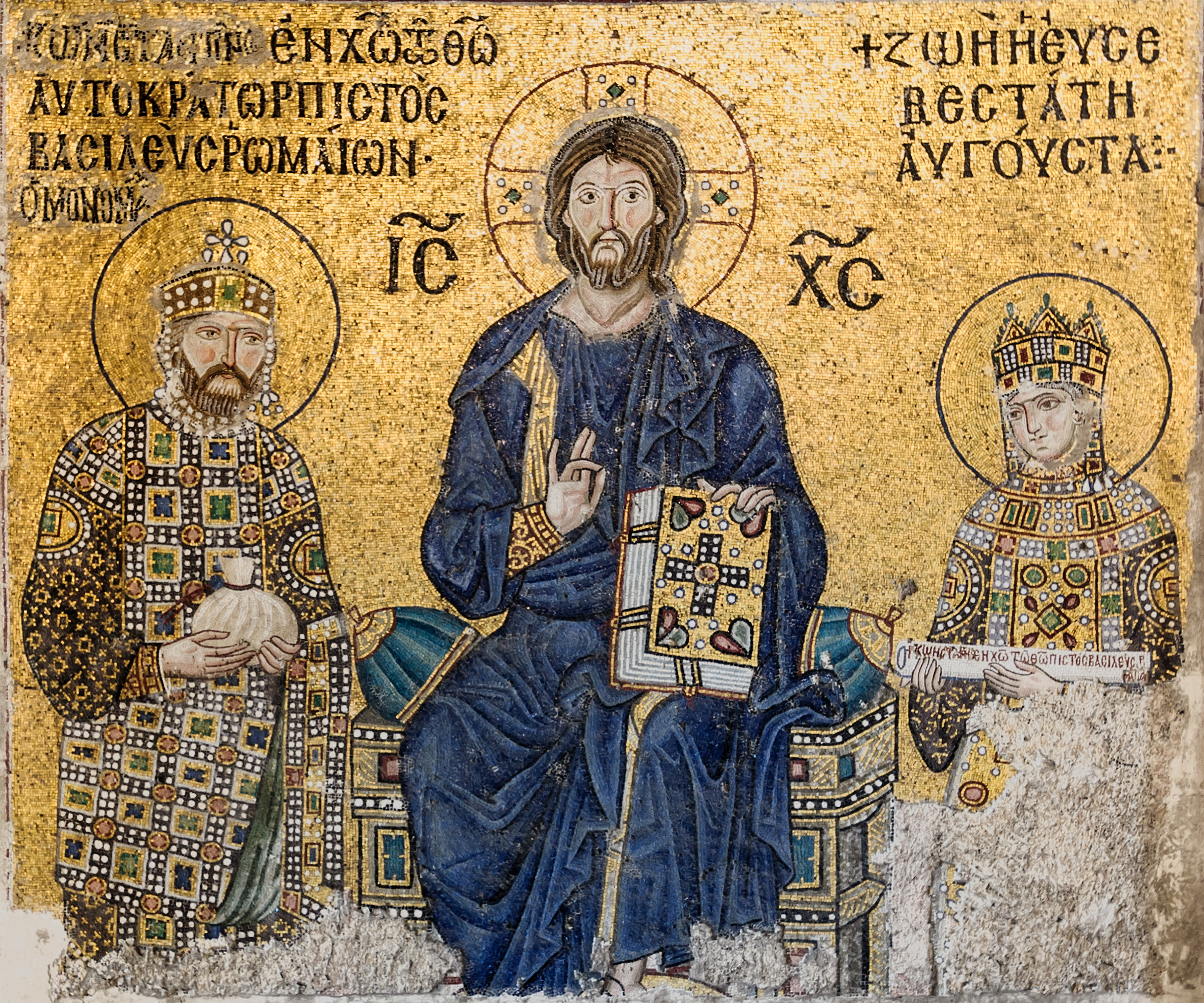
アヤソフィア内部の『キリストと皇帝コンスタンティノス9世・ゾエ夫妻』のモザイク画

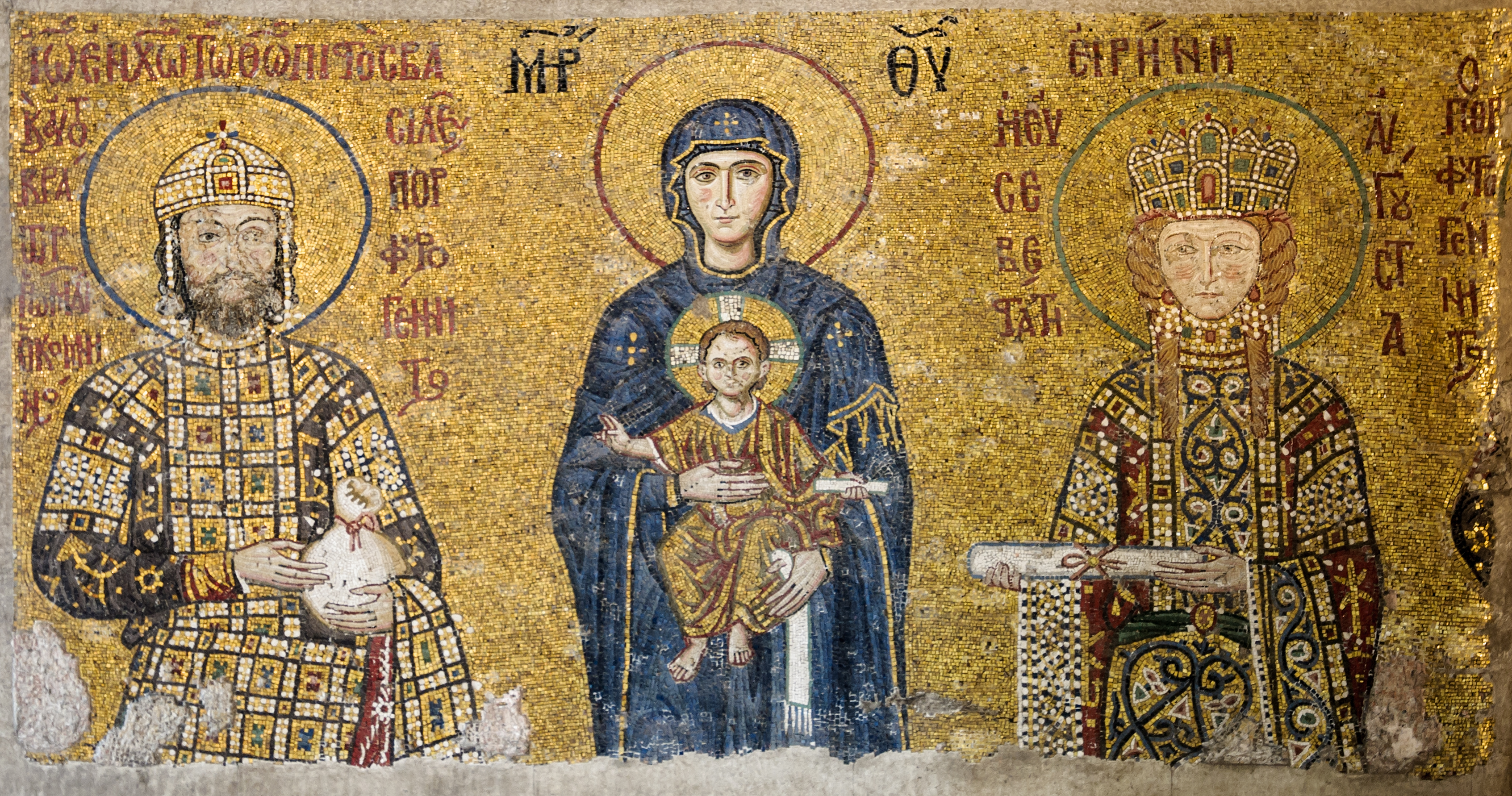
聖母子と12世紀の皇帝ヨハネス2世コムネノス夫妻のモザイク画

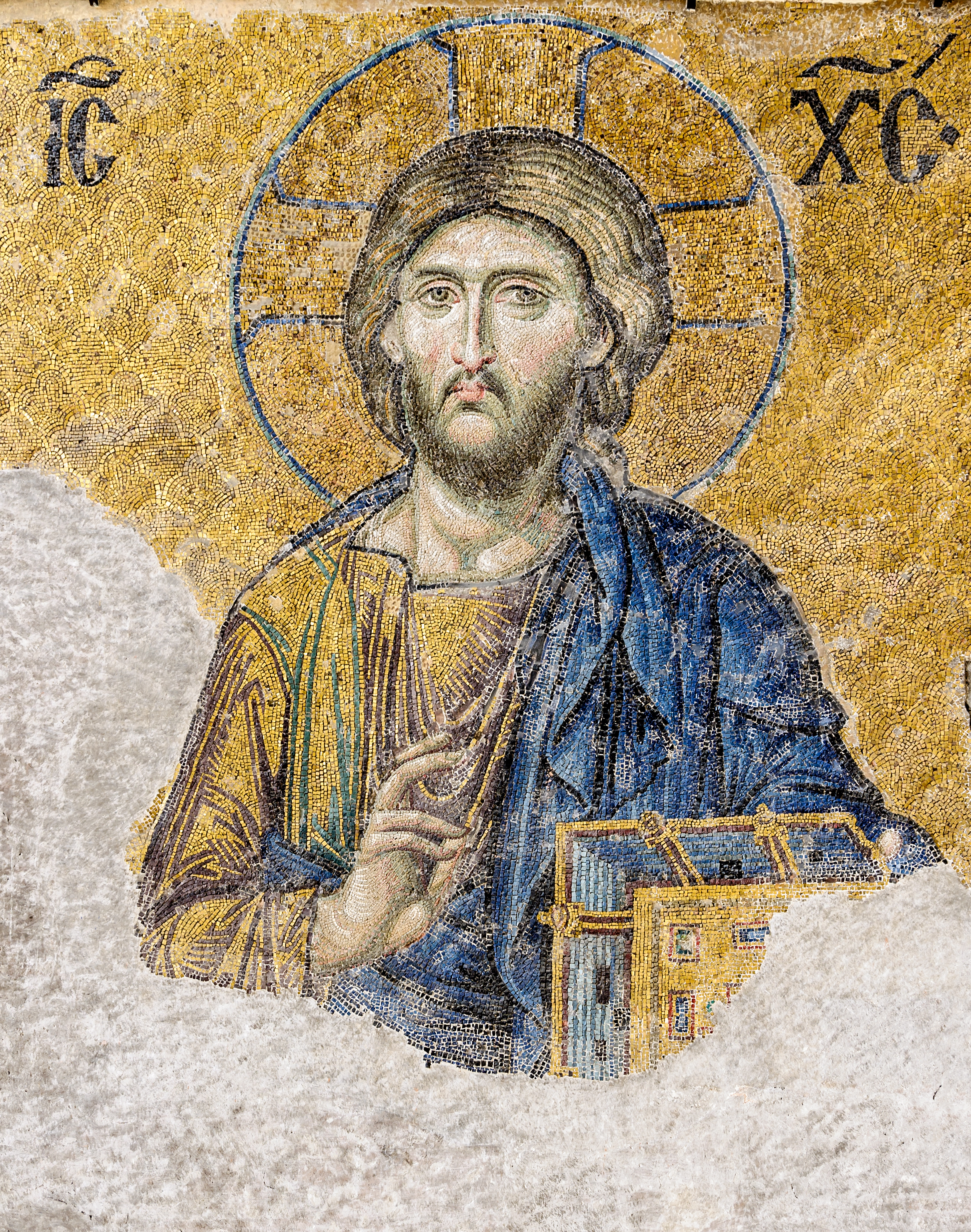
「デイシス」のモザイク・イコン

アヤソフィア博物館の内装は、ほぼモスク時代のものを踏襲し、2階までの壁面は多色大理石と金地モザイクで、その上部は漆喰で飾られている。アーケードは大理石の象眼細工で覆われ、古代建築から剥ぎ取られた大理石円柱によって支えられているが、 柱頭部分は新規に製作されたアカンサスの葉の模様のある変形イオニア式で、ユスティニアヌスのモノグラムが刻まれている。つまり、この部分は創建当時のものである。
プロコピオスによると、創建当時、ドームには巨大な十字架が画かれ、アプスには図像が配されていたらしい。このモザイクは、円蓋の崩落や、726年から843年の聖像破壊運動によって破壊されたが、プロコピオスやその他の同時代の人びとの記録には、ドームの十字架以外についての記録がないため、そもそも創建当時、人物などのモザイクはなかったのではないかと考えられている。聖像破壊運動の後は、様々なモザイク画が作成され、今日その一部を見ることができる。
1453年にアヤソフィアはイスラム教のモスクとなったが、オスマン帝国はモザイクを破壊することはせず、漆喰で塗り潰していた。しかし、1847年から1849年のフォッサーティの改修作業の過程で壁面の調査も行われ、モザイクに感銘を受けたアブデュルメジト1世の命により、漆喰が剥がされ、本格的な調査が行われた。当時はまだアヤソフィアはモスクとして利用されていたため、この調査記録がまとめられた後、堂内壁面は再び漆喰が塗られた。
トルコ革命後、1931年にアメリカ合衆国のトーマス・ウィットモア主宰のビザンティン研究所がモザイクの調査を行い、1935年には、トルコ共和国政府の手でアヤソフィアは無宗教の文化財として公開された。その後、ビザンティン研究所は1950年代までモザイクの調査と漆喰の除去を行った。
20世紀後半には歴史的建造物の保存に力が注がれるようになった。アヤソフィアの内部は各所に傷みが見られ、内部円柱の傾きやドームの歪みなどが発見されている。これらの主な原因は短期間で完成させた工事によるもので、レンガの間に盛られたモルタルがほぼレンガと同じくらい厚く、しかも充分な乾燥を待たずどんどん積み上げられたために長い間にクリープ現象が進んだものと考えられる。それでも大規模な崩壊が起きなかった事は、6世紀の設計が優れていた証左になる。1990年からはトルコと日本の国際共同学術調査が開始された。

### モザイク画
大聖堂内部には、今日少数かつ断片的にではあるがキリスト教聖堂であった頃のモザイク画が残っている。
モザイク画のクローズアップを見るには、トルコ人ファインアート写真家のアフメト・エルトゥウの写真がアヤソフィア北のギャラリーで常設展示されている。
『聖母子と大天使』（870年代？）
アプスに残るモザイク画。5 m近い聖母子の座像の両脇に大天使を配するが、北側の天使像はほとんど失われている。記録に残る銘文と、876年に総主教フォティオスが行った説教から、聖像破壊運動が収束した後に描かれたと考えられるが反論もある。フォティオスの説教がこの図像を指すものであれば、これは新たに画かれたことを暗に述べているが、中期ビザンティンの「新しい（Nea）」という概念は、聖像破壊運動以前の伝統への回の意味が強く、聖母子と大天使の図像は元の装飾を忠実に再現したものか、漆喰に塗り込められていたものを再びクリーニングしたのか、あるいは新たにデザインされたものかは不明である。
大セクレトンの聖人像（870年代）
セクレトンは、2階西南にある小部屋で、かつては総主教宮殿からの通路の一部であった。聖像破壊運動により、768年あるいは769年に総主教ニケタスによって壁画が剥ぎ取られたが、その後、モザイクによって再び装飾された。ゲルマニクスやニケフォロスといった、聖像破壊運動にあってイコンを擁護した総主教のほか、聖像破壊運動の後に総主教となったタラシオス、メトディオスの図像が断片的に残存している。
ティンパヌムの聖人像（877年頃）
ドームを支えるアーチの下にある、南北の半円形壁面に残る聖人像である。北側に小イグナティオス、メトディオス、グレゴリオス・タウマトゥルゴス、ヨハネス・クリュソストモス、イグナティオス・テオフォロス、キュリロス、（アレクサンドリアの）アタナシオスが画かれ、南側にニコメディアのアンシモス、大バシレイオス、ナジアンゾスのグレゴリオス、ディオニュシオス・アレオパギテス、ニコラオス、アルメニアのグレゴリオスが画かれていたが、今日ではヨハネス・クリュソストモス、小イグナティオスの図像がほぼ完全な形で残り、メトディオスらの図像の一部が残る。
『キリストと皇帝』（10世紀初頭?）
ナルテクスから本堂への中央入り口上部にあるモザイク画。この中央入り口は皇帝の典礼用にのみ使われるもので、かつては別のモザイク画があった。今日見ることのできるモザイクは、キリストを取り囲むように大天使と聖母マリアの2つのメダイヨンが配置され、キリストに礼拝を行う皇帝が画かれている。これがいつ、誰が作成させたのか、皇帝が誰であるのかということについては銘文がなく、テオフィロス説、レオーン6世説など諸説あるが定かではない。
『聖母子、ユスティニアヌス1世とコンスタンティヌス1世』（10世紀後半）
西南の玄関からナルテクスへの入り口上部にあるモザイク画。中央に立つ聖母子に、向かって左側のユスティニアヌスがアヤソフィアを、右側のコンスタンティヌスがコンスタンティノープルの街をそれぞれ捧げている図が描かれている。作成時期や動機については不明である。
『キリストと皇帝コンスタンティノス9世、皇后ゾエ』（1042年から1055年頃）
南側2階廊に残る。モザイクの下部は失われているが、銘文から人物が特定できる。この図像は、もともとゾエが最初に結婚したロマノス3世によって寄進されたものだと考えられるが、ゾエが後にミカエル4世、コンスタンティノス9世と2度再婚しているため、夫である皇帝の顔や銘文は、恐らくその都度作り直された。今日でもその跡ははっきりとわかる。ゾエの顔とキリストの顔にも修正された跡があるが、なぜこの部分にまで修正を施さねばならなかったのかについては、諸説ある。コンスタンティノス9世は、マンガナのハギオス・ゲオルギオス聖堂建設やエルサレムの聖墳墓聖堂の修復など、莫大な国家予算を聖堂の装飾や建設に注ぎ込んだ。
『聖母子と皇帝ヨハネス2世コムネノス、皇后エイレーネー（イリニ）』（1122年から1134年頃）
12世紀に作成された、コンスタンティノープルに残る唯一のモザイク画。12世紀に東ローマ帝国領内で作成されたモザイクは、今日ほとんど残っていないため、貴重である。図像の配置や銘文は、側にある『キリストと皇帝コンスタンティノス9世、皇后ゾエ』に影響を受けていることがわかる。すぐ横の柱側面には、彼の長男アレクシオスの図像もある。
『デイシス』（1260年頃）
元々は2階廊の壁面いっぱいに画かれたものであろうが、下部はほとんど失われている。それまでのモザイク画に比べてキリストの顔が立体的に描かれているのが特徴。そのほかにも、南窓からはいる光を効果的に利用するような工夫が成されているため、ビザンティン美術の最高傑作とされる。ミカエル8世パレオロゴスがラテン帝国に奪われていたコンスタンティノープルを奪回したことを記念して作られたとする説が有力であるが、文献がないため詳細は不明である。
『エンリコ・ダンドロの墓碑』（1205年）
ラテン帝国の時代に造られたもので、デイシスと向かいあう位置の壁面近くにある。「狐」と呼ばれ、コンスタンティノープルを占領してラテン帝国建国をもたらした第4回十字軍を巧みに操ったエンリコ・ダンドロの墓碑。これはジョフロワ・ド・ヴィルアルドゥアンの『コンスタンティノープル征服記』にも記されている。遺骨と遺品については1453年にオスマン帝国皇帝メフメト2世によってヴェネツィア共和国に返還された。

## 登録基準
この世界遺産は世界遺産登録基準のうち、以下の条件を満たし、登録された（以下の基準は世界遺産センター公表の登録基準からの翻訳、引用である）。
- (1) 人類の創造的才能を表現する傑作。
- (2) ある期間を通じてまたはある文化圏において、建築、技術、記念碑的芸術、都市計画、景観デザインの発展に関し、人類の価値の重要な交流を示すもの。
- (3) 現存するまたは消滅した文化的伝統または文明の、唯一のまたは少なくとも稀な証拠。
- (4) 人類の歴史上重要な時代を例証する建築様式、建築物群、技術の集積または景観の優れた例。

## ギャラリー

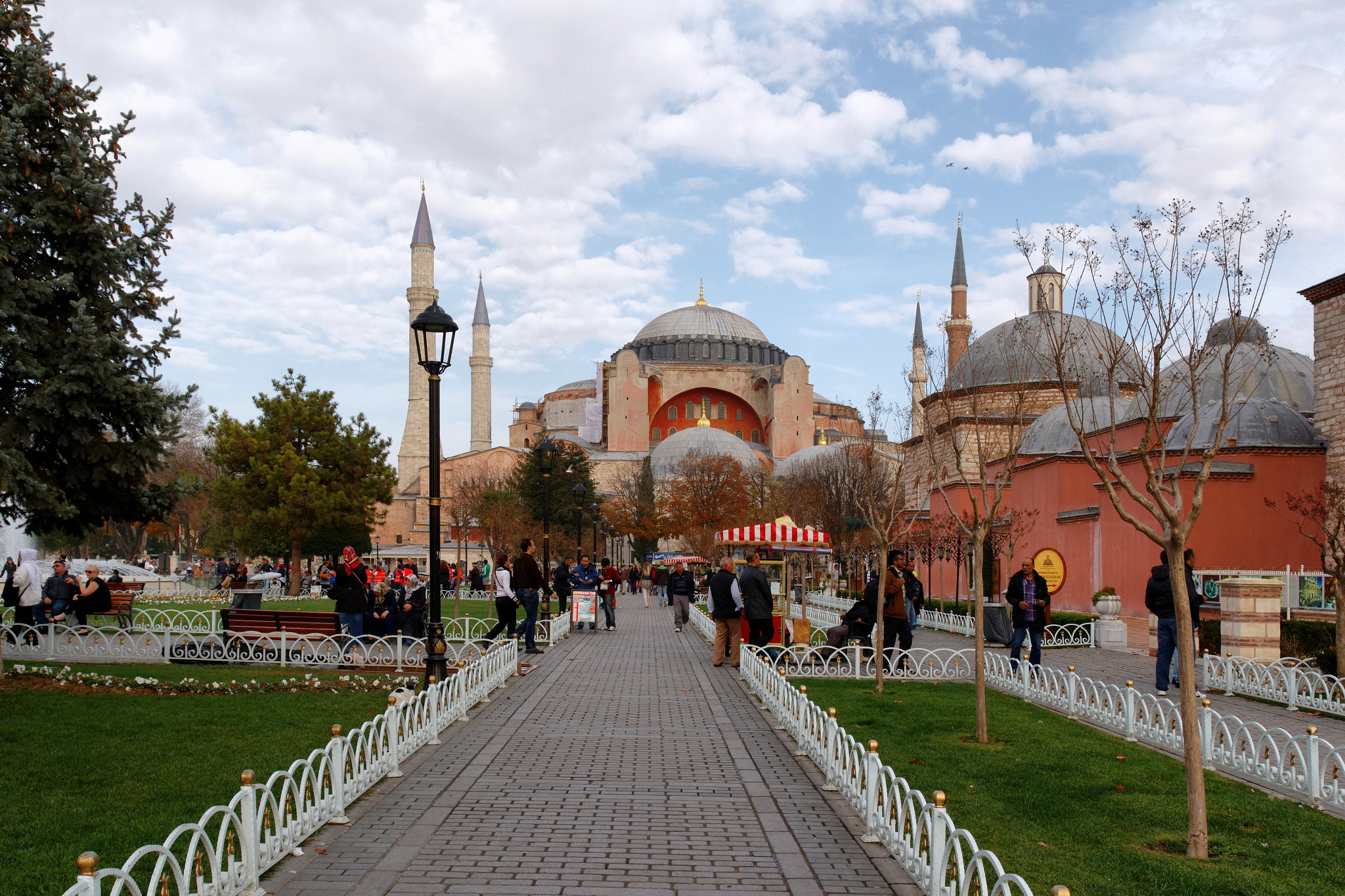
イスタンブールの道から
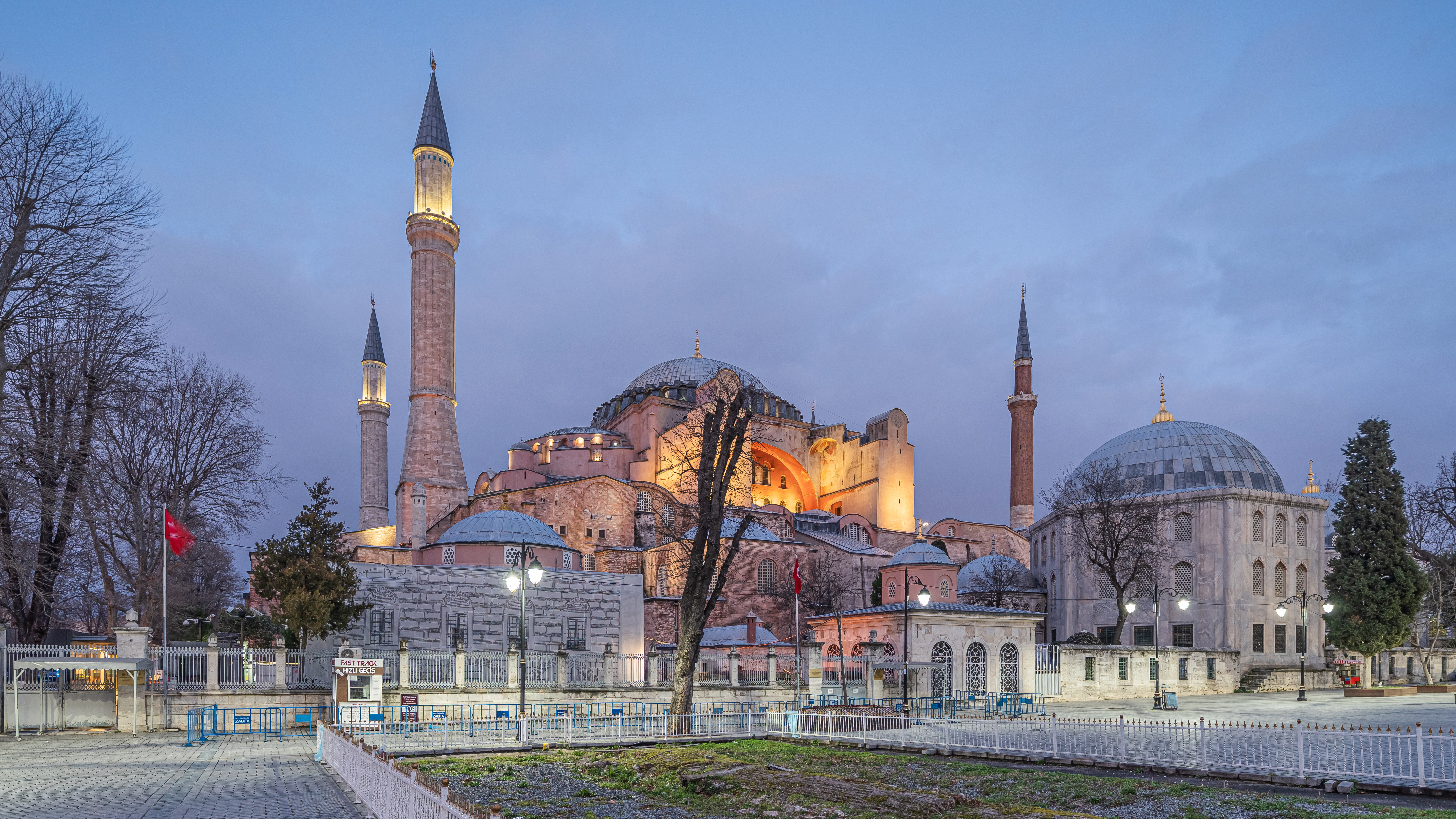
夜景
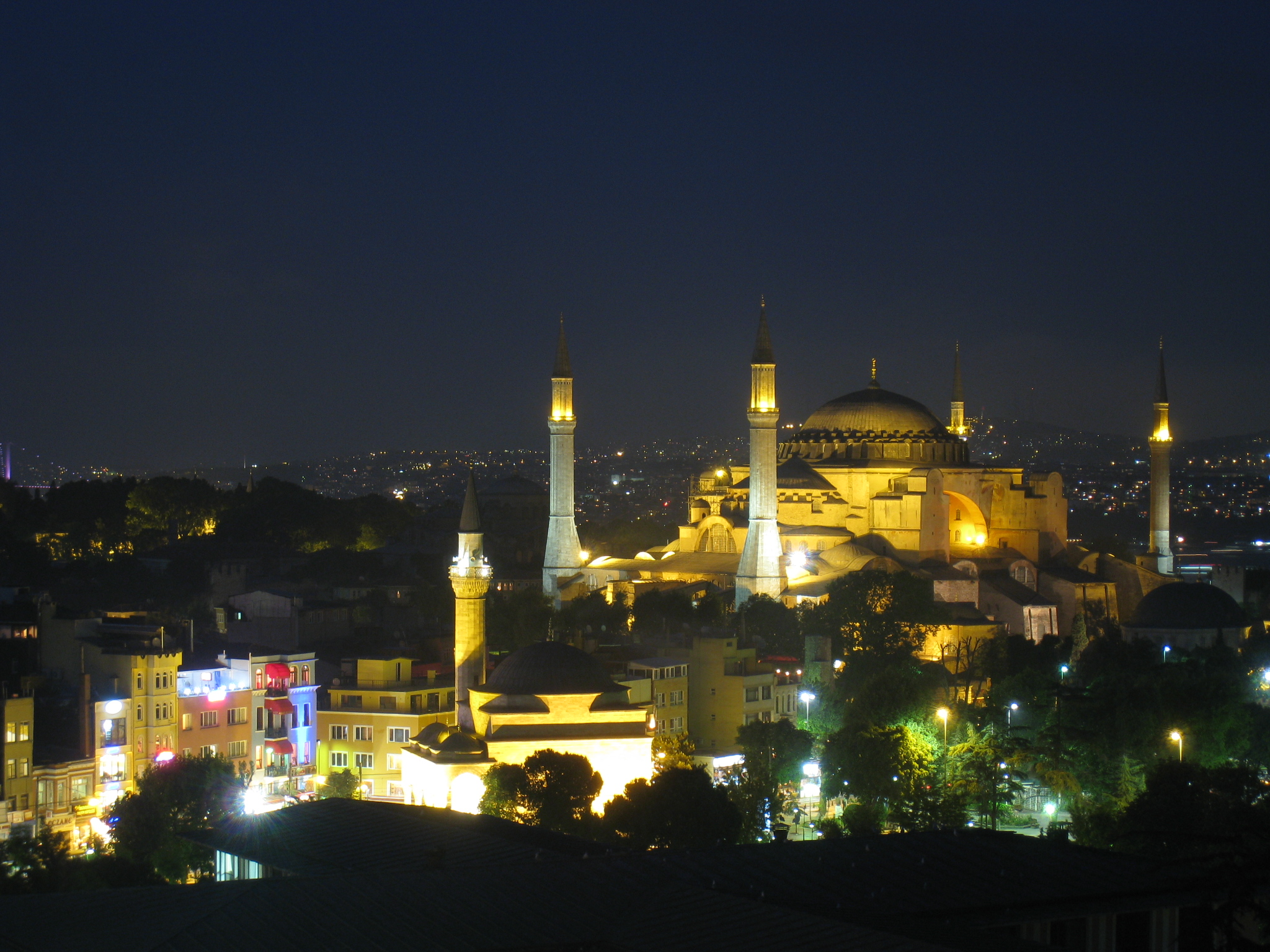
夜景
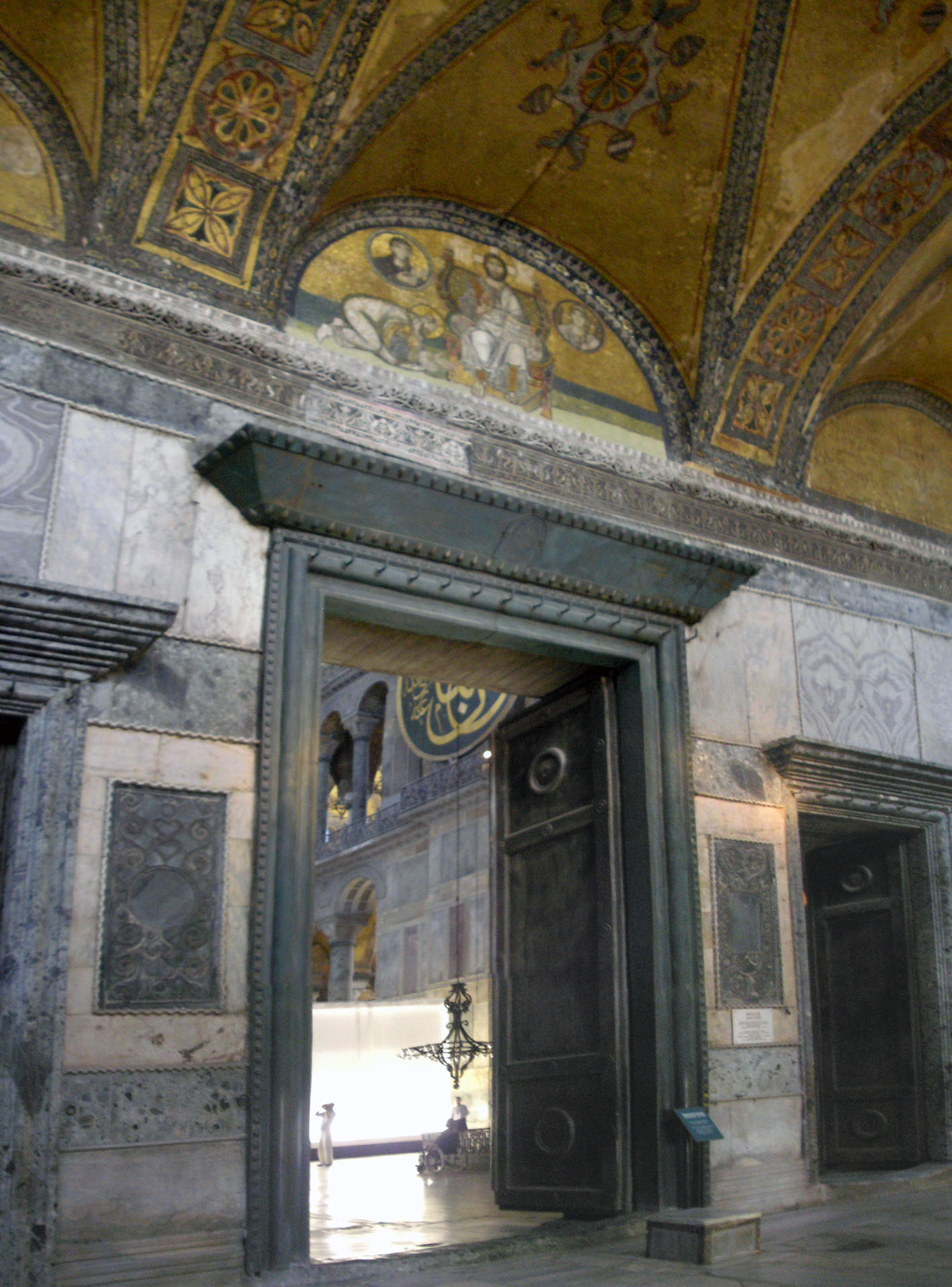
皇帝専用の入り口（外側から）
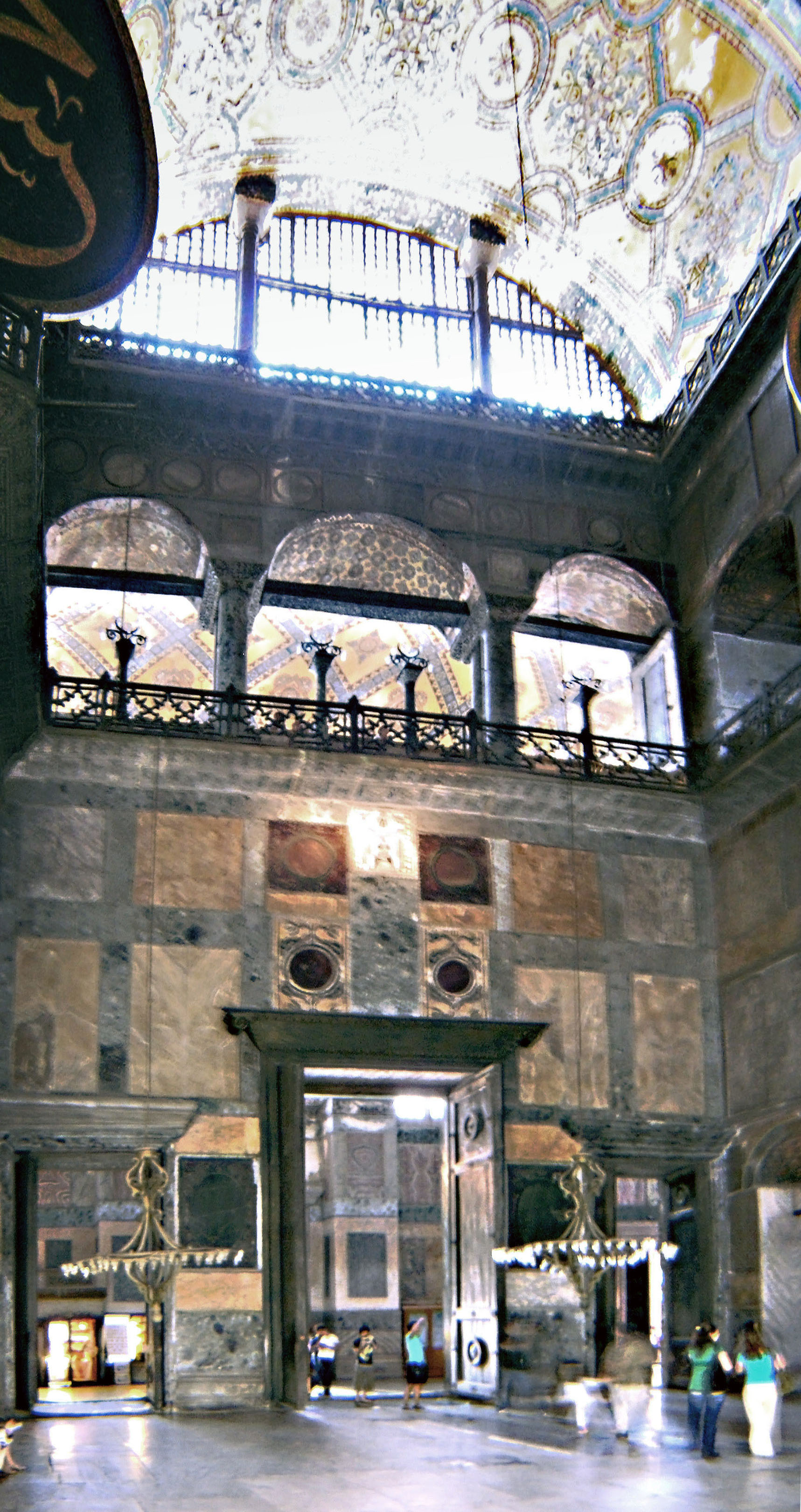
皇帝専用の入り口（内側から）
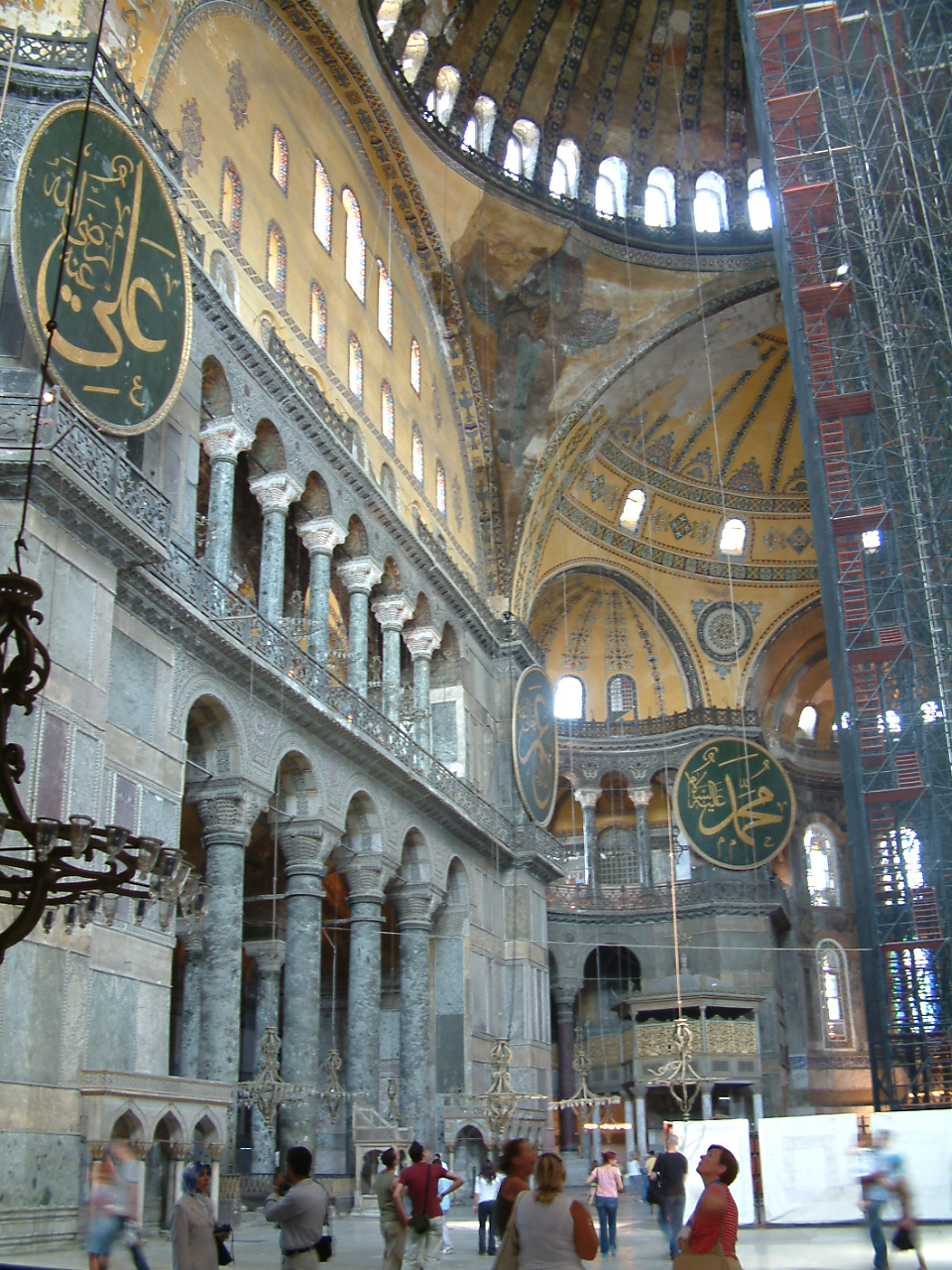
身廊内観
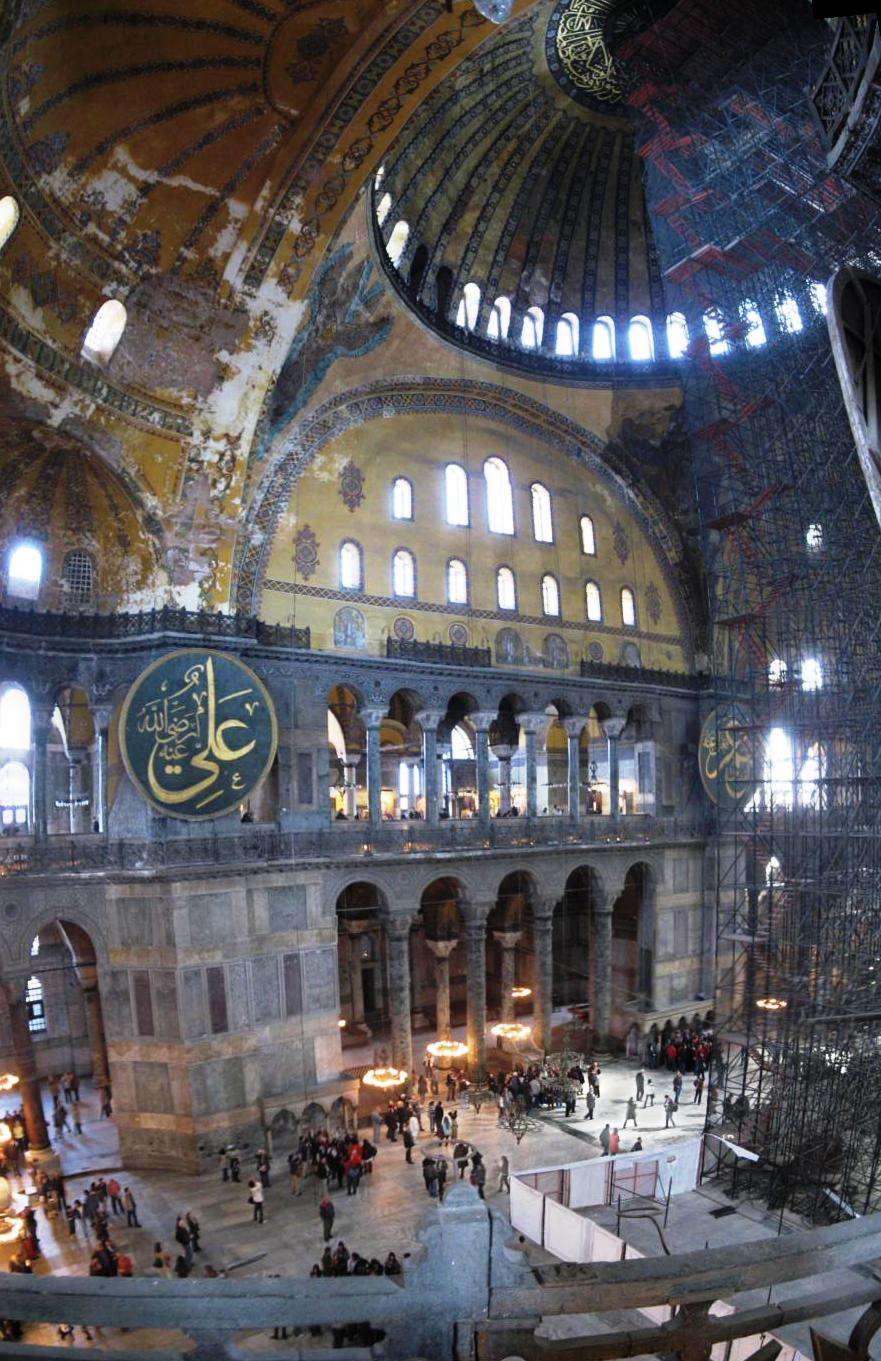
身廊内観
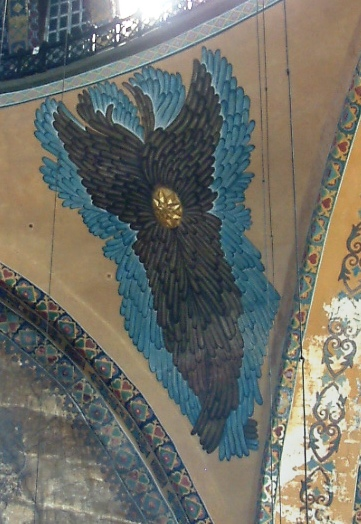
セラフィム（熾天使）
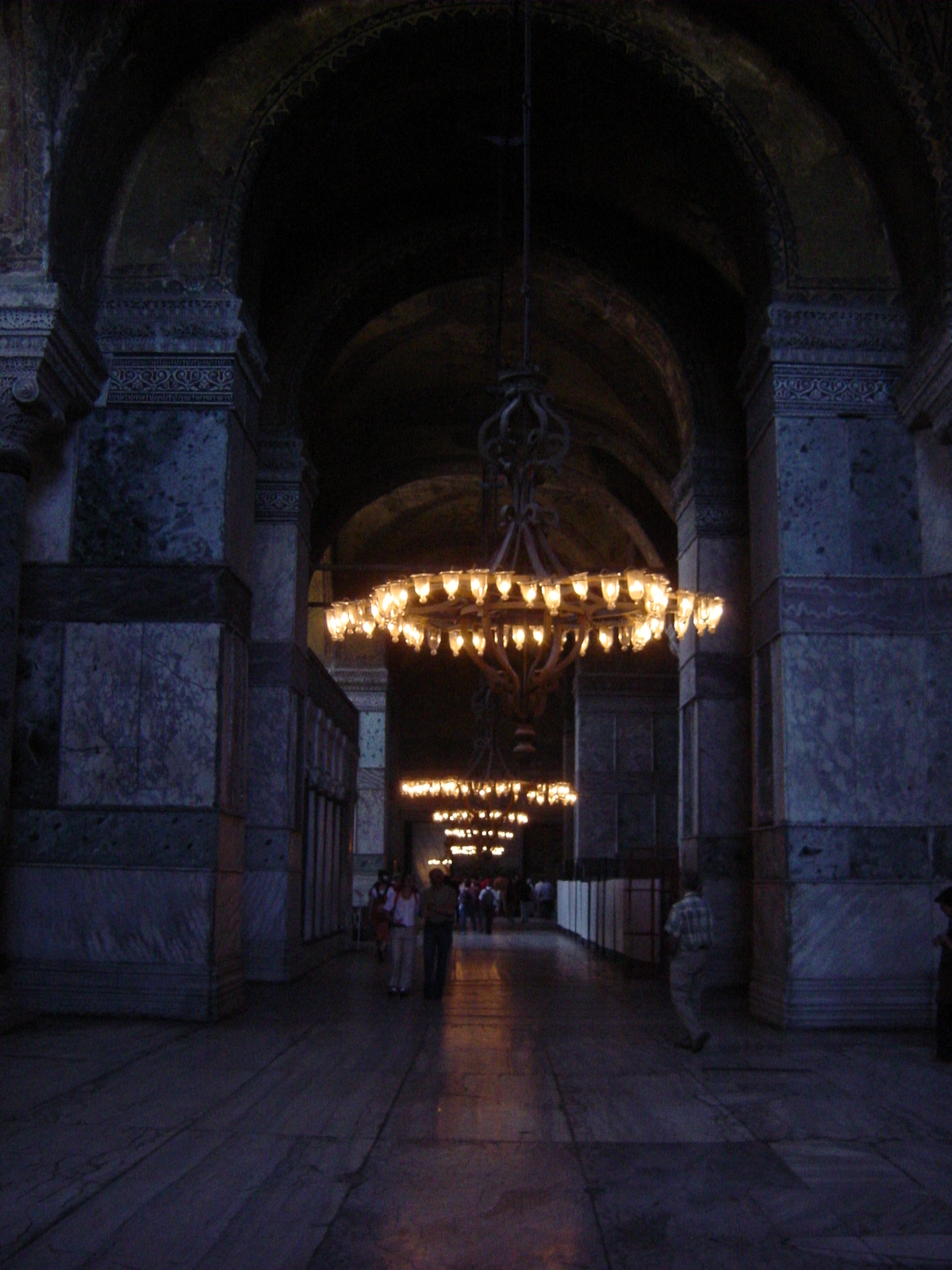
側廊内観
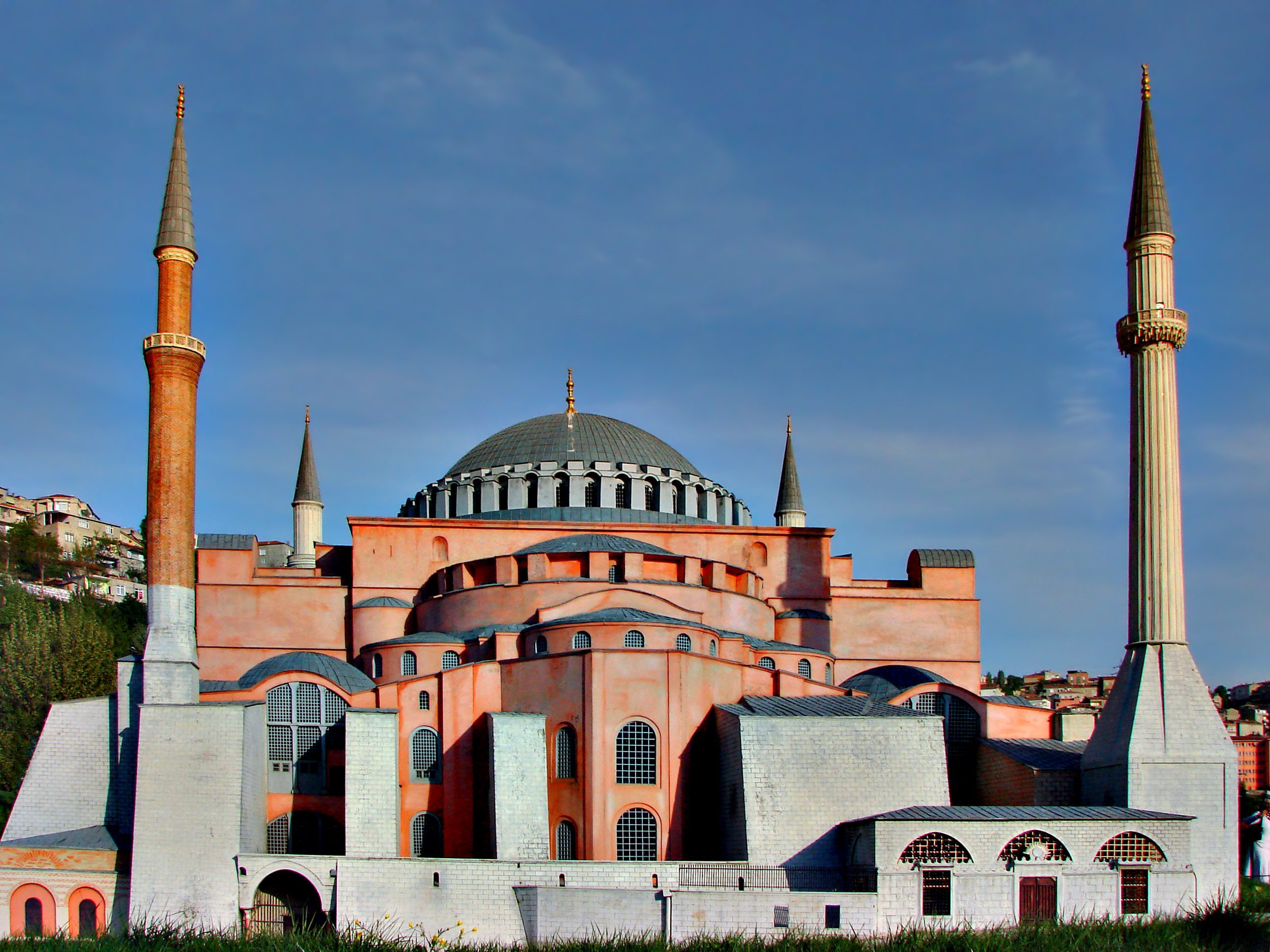
側面（実物の写真ではなくイスタンブル市街にあるミニチュア建築の博物館「ミニアテュルク」の模型）
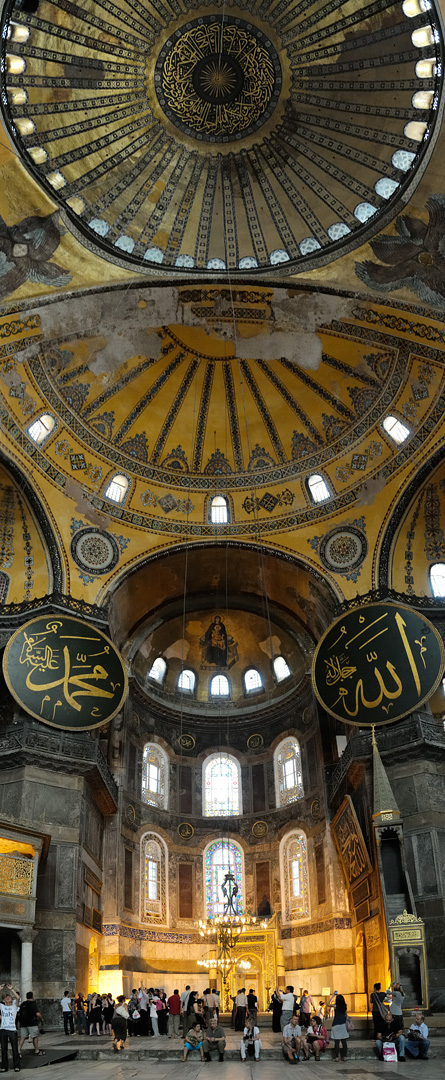
身廊内観